# 검은 수요일
검은 수요일(Black Wednesday)은 1992년 9월 16일 수요일, 조지 소로스의 퀀텀 펀드 및 다른 헤지펀드가 영국 파운드화를 투매해 영국 정부가 유럽 환율 메커니즘(ERM)을 탈퇴한 사건이다.

## 원인
영국은 1990년 10월 8일 유럽 환율 메커니즘에 가입하였다. 당시 영국 파운드화는 협약에 따라 독일 마르크화의 ±6% 수준의 변동폭에서만 움직일 수 있었으며, 이 수준을 벗어날 경우 중앙은행들이 개입해 변동폭을 맞춰줘야 했었다. 하지만, 1990년 10월 3일 독일이 재통일되면서 독일 정부는 통일 비용으로 마르크화를 천문학적으로 풀어버렸고, 독일 연방은행은 물가상승을 억제하기 위해 초고금리정책을 취해 경제를 안정화시킨다.
반면 독일 마르크화가 고평가됨에 따라 유럽 환율 메커니즘에 가입되어 있는 국가들은 협약에 따른 변동폭 유지를 위해 금리를 올렸고, 이 조치가 실업률 증가와 불황으로 이어지게 되면서 1992년 9월 8일자로 핀란드가 독일 마르크화와의 연동제를 폐기하였고, 스웨덴은 화폐 가치 유지를 위해 단기금리를 500% 인상하였다. 이탈리아 리라, 스페인 페세타 또한 대폭락하였다.
그러나 내부 사정이 좋지 않았던 영국은 배신행위를 할 수 없다며 환율 하락을 방어하겠다고 선언하였다.

## 경과
1992년 9월 15일, 독일 연방은행 총재의 독일 마르크화 고평가 발언을 기점으로 조지 소로스가 100억 달러를 동원, 영국 파운드화 투매가 시작되었다. 다른 헤지펀드들 또한 가담하게 되자 환율은 하한선까지 떨어지게 되었고, 이에 잉글랜드 은행이 환율 방어를 위해 투매한 파운드화를 외환보유고를 동원해 사들이게 되었다. 그러나, 하루에 두차례나 단기 이자율을 올렸음에도 불구하고 환율 하락이 지속되자 영국은 방어를 포기하였고, 1992년 9월 16일자로 유럽 환율 메커니즘에서 탈퇴하였다.

## 참고 문헌
- “소로스, 1992년 '영국' 어떻게 침몰시켰나”. 뷰스앤뉴스. 2008년 9월 29일. 2013년 7월 31일에 확인함.